# Mantidactylus opiparis
Mantidactylus opiparis is een kikker uit de familie gouden kikkers (Mantellidae). De soort komt endemisch voor op het Afrikaanse eiland Madagaskar.

## Kenmerken
Volwassen mannetjes van Mantidactylus opiparis hebben een lichaamslengte van 24 tot 26 millimeter, vrouwtjes 27 tot 33 millimeter. De bovenzijde en voorpoten zijn lichtbruin en de flanken en achterpoten donkerbruin. Vanaf de snuit loopt een witte streep tot boven de voorpoten. De middelste tenen zijn aanmerkelijk langer dan de overige tenen.
Mannetjes roepen overdag in verborgen plaatsen in de buurt van stromend water. Soms vormen de kikkers gemengde koren met M. melanopleura.

## Verspreiding en leefgebied

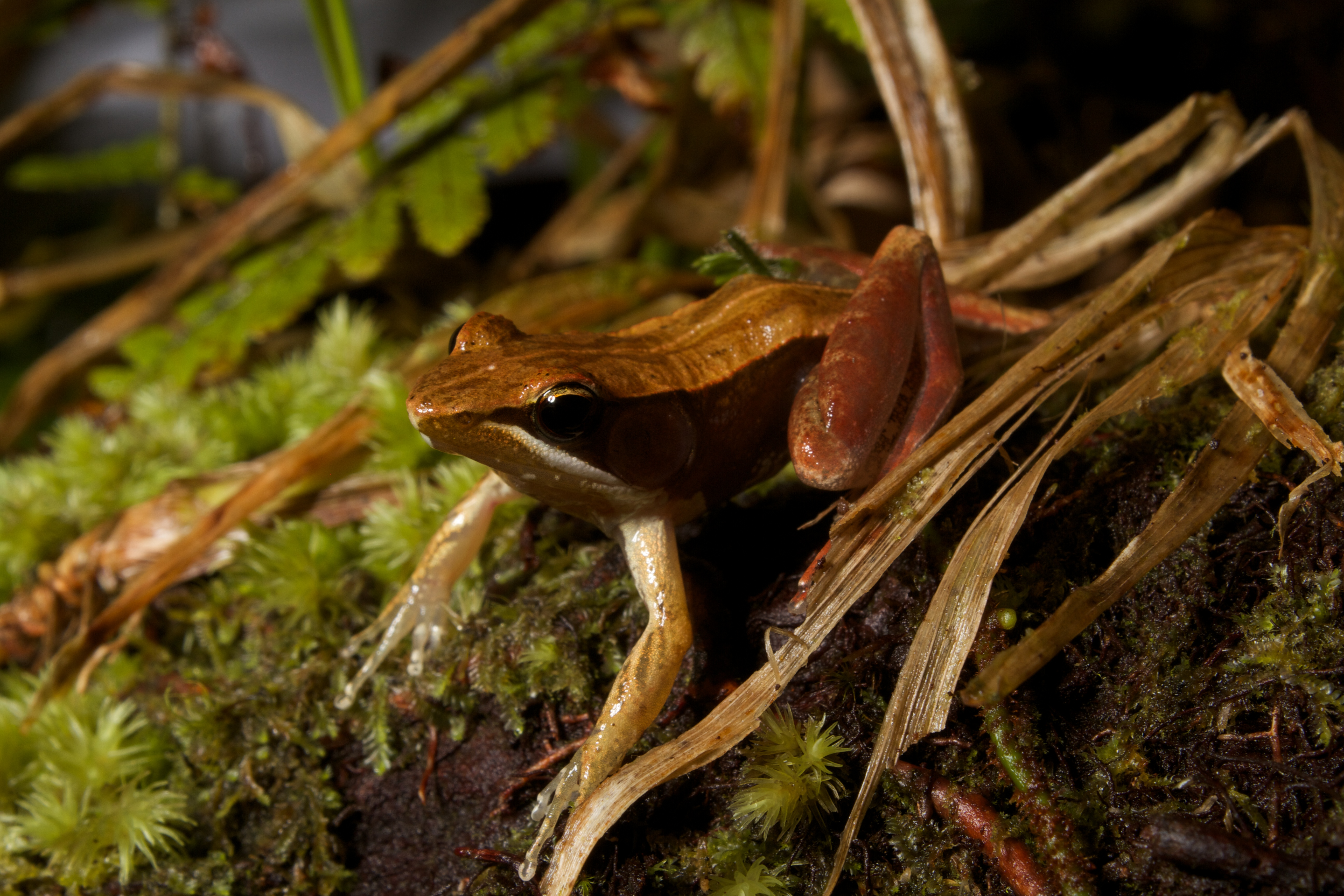
M. opiparis in zijn natuurlijke habitat

Mantidactylus opiparis is endemisch in Madagaskar en komt er in een groot gebied in het oosten voor, van het Tsaratananamassief in het noorden tot het Nationaal park Ranomafana in de centrale hooglanden. Er zijn bovendien drie geïsoleerde plaatsen waar hij voorkomt, twee in het westen en een in Centraal-Madagaskar.
De soort is aangetroffen op hoogtes tussen 600 en 1500 meter boven zeeniveau. Hij leeft voornamelijk in de strooisellaag van regenwouden, meestal in de buurt van stromend water.

### Status
De soort komt in grote aantallen voor in een groot deel van Madagaskar. Bovendien komt hij voor in een aantal beschermde reservaten, waaronder de nationale parken Andasibe, Marojejy en Ranomafana. Hij is derhalve als 'niet bedreigd' (Least Concern) opgenomen op de Rode Lijst van de IUCN. Vermindering van leefgebied is mogelijk een bedreiging in de toekomst.

## Taxonomie
De wetenschappelijke naam van Mantidactylus opiparis werd in 1893 voor het eerst geldig gepubliceerd door de Italiaanse herpetoloog Mario Giacinto Peracca. Oorspronkelijk werd de wetenschappelijke naam Rana opiparis gebruikt.
Synoniemen
- Mantidactylus frenatus, Boettger, 1913
- Rana opiparis, Peracca, 1893